# タイ国際航空261便墜落事故
タイ国際航空261便墜落事故（タイこくさいこうくう261びんついらくじこ）とは、タイ・バンコク発スラートターニー行き国内定期旅客便のタイ国際航空261便（機体：エアバスA310-204、機体記号：HS-TIA）が1998年12月11日に着陸進入中に失速して墜落し、乗客90名、乗員11名の合計101名が死亡した航空事故である。
タイの航空機事故調査委員会（AAIC）は事故の調査を公開した。調査はパイロットらが方向感覚を失っていたことを明らかにした。視界は限られており、ストレスが乗員に機体の制御を失わせた。AAICはまた、スラートターニー空港の小規模な照明装置と機体への不完全な警告を指摘した。
この事故は2014年初めの時点でタイで発生した航空事故で、ラウダ航空004便墜落事故に次ぎ2番目に大きな事故である。これはA310型機が関与した5番目に最悪な事故であり、4番目の全損事故である。また、タイ国際航空を含む5社が1998年に航空連合スターアライアンスを創立しており、この事故はスターアライアンスの歴史上初めての死亡事故ともなった。

## 機体
機体記号HS-TIAの事故機はエアバスA310-204型機であり、製造番号は415、以前はエアバス社の試験飛行のためにF-WWBIとして登録されていた。機体はPhitsanulokと命名され、1986年3月3日に初飛行し、タイ国際航空には同年4月29日に引き渡された。

## 乗員と乗客
261便は乗員14名と乗客132名を乗せていた。オーストリア、オーストラリア、イギリス、フィンランド、ドイツ、イスラエル、日本、ノルウェー、アメリカ合衆国からの国籍を含む外国人25名も搭乗しており、その他の乗客はタイ人であった。乗客のなかには、運輸相ステープ・トゥアクスパンの家族やタイの俳優兼歌手 ルアーンサック・ローイチューサック、スラートターニー出身の国会議員Thawat Wichaiditがいた。
機長の飛行時間は、エアバスA300-600およびA310型機での約3,000時間を含む10,167時間であった。A300とA310は別個の機体であるが、エアバスA300の派生型-600は、A310とほぼ同じコックピット設計を有する。副操縦士の飛行時間は、A300-600およびA310型機での約983時間を含む2,839時間と報告されている。

## 経緯
261便はタイのサムイ島人気リゾート地の玄関都市ムアンスラートターニー郡へ向けて、現地時刻17時40分に乗員14名乗客132名を乗せ、タイのドンムアン空港を離陸した。同便はフライトレベル310での飛行を許可され、推定飛行時間は1時間と55分であった。当時のタイは1998年アジア競技大会を主催しており、そのため多くの学校が休校していた。多くのタイ人はリゾート地に赴いていた。
18時26分、副操縦士が着陸進入のためスラートターニー管制に連絡した。その際の261便は到着空港から70海里に位置していた。スラートターニー空港は、計器飛行基準下での進入を同便に許可した。空港の天候は、良好な視界と穏やかな風であり、好条件であった。
18時39分、261便の位置を副操縦士がスラートターニーに報告した。スラートターニーの管制官は、滑走路22の右側の進入角指示灯が機能せず、左側のものを使用中だと述べた。2分後に261便は着陸を許可された。パイロットらは、悪化しつつある気象条件のため滑りやすい滑走路について警告された。
18時42分、滑走路が視認され、パイロットは機体を着陸させようと試みた。彼らは2度目の進入のための着陸復行を決定しており、261便は2度目の着陸を許可された。しかしこの時、パイロットらは滑走路が見えず、もう1度着陸復行を選択した。
19時05分、パイロットらに認識されていたその地域の天候を彼らは通知された。天候は荒れており、視程は1,500メートルから1,000メートルにまで低下していた。パイロットらは乗客に荒れた気象条件について知らせて3度目の着陸を試みていることを公表し、もし失敗した際はダイバートしバンコクに戻ることを告げた。
着陸復行の間、機体の迎角は18度から40度へと徐々に増大した。機体の速度は下がり始め、機体も揺れ始めた。261便は失速状態に突入していた。揺れ始めた際、乗客達が叫び始めて座席から飛び出し、報告によれば荷物が「所構わず飛び回った」と、生存した客室乗務員は物語った。
261便は冠水したゴム園付近の沼地に墜落して爆発し、突如炎上した。墜落現場は滑走路から760ヤードに位置していた。搭乗者の多くは腰までの深さの水で溺死した一方で、生存者は残骸から逃れるために泳いだ。生存者救出のため、地元住民は墜落現場に急行したが、捜索救難作戦は沼地上の墜落現場により阻まれた。生存者の多くは機体の前部に着席していたと救出者は報告した。
400名以上の兵士と警官が救助作戦を支援するために展開された。12月12日までに、救助者は墜落現場から100名の遺体を回収した。人的資源の引き伸ばしは、スラートターニー空港に仮設の遺体安置所を配置させた。遺体はメインロビーに置かれ、行列を作る乗客を考慮して遺体袋が開けられた。遺体の多くは原形をとどめないほどに焼け焦げており、身元確認の過程を困難にさせた。国内便には書類への必要事項記入が不要であるという事実によっても、犠牲者の識別は妨げられた。
最後の犠牲者が回収された後の12月13日に、救出作戦は中断された。合計で両パイロットを含む、101名の乗員乗客が墜落で死亡した。45名が生存し、うち30名が重傷により苦しんだ。生存者のなかには12名の外国人（オーストラリア人3名、日本人3名、ドイツ人3名、イスラエル人2名、イギリス人1名）とタイ人の俳優兼歌手Ruangsak Loychusakがいた。ステープ・トゥアクスパンの家族や国会議員Thawat Wichaiditは死亡した。

## 事故調査
261便のブラックボックス捜索は直ちに実行されたが、墜落現場の地面の状態のため、捜索は当初阻まれていた。捜索救助班によって、最終的にフライトデータレコーダーとコックピットボイスレコーダーの両方が見つかり、さらなる調査のために墜落現場から持ち出された。読み出して分析するため、両レコーダーはアメリカの国家運輸安全委員会に送られた:8。残骸の一部が回収され、タイの捜査当局による追加の調査のために現場から移送された。事故機の製造社であるエアバスは、事故調査においてタイの当局を支援するため、専門家チームを派遣することを発表した。

### 悪天候
事故の当初の余波において、多くの者は天候が事故の主因を果たしたと考えた。報道によると、台風16号（ギル）により引き起こされた激しい暴風雨が、261便の着陸前に存在していた。複数の生存者および犠牲者の親族が、天候は着陸にとって好ましい条件でなかったにもかかわらず空港に着陸するという、パイロットの決断に疑問を呈した。航空会社当局は、その地域の気象条件が荒れている場合にはパイロットは着陸すべきではないという、会社側の手順に従って飛行するよう運航乗務員に指示していた。捜査当局はパイロットエラーの可能性を除外せずに、悪天候が事故の推定原因と述べた。その他の考えられる原因もまた調査された。

### 航法計器の不足
報告書は、スラートターニー空港の滑走路には肝心な経路誘導システムが不足していたことを明らかにした。空港当局は、無線式の経路誘導システムは正常に作動していたとコメントするのみに留め、問題についてそれ以上のコメントは拒否した。タイ当局は、計器着陸装置（ILS）と呼ばれる経路誘導システムの一部が、空港の拡張計画のためにオフラインにする必要に迫られていたことを確認した。システムはオンラインに戻される予定だったが、その後のアジア通貨危機がそれを延期させていた。タイ空軍のあるパイロットは、ILSの除去によって操縦者は精度の低い無線式の経路誘導システムを使わねばならないと述べた。

### 管理の不行き届き
事故の同年、タイ国際航空はその外国人パイロットの人数を減らし始めていた。同社の副社長チャムロン・プーンプアン（Chamlong Poompuang）は、パイロットらは細心の注意を払い訓練するために教育されていると述べた。同時に彼は、不況のために会社側が燃料節約策に着手していたことを認識していたが、安全性が損なわれている場合には、航空業務は果たされるべきではないとした。同社の会長タムヌーン・ワンリー（Thamnoon Wanglee）は、「安全は我々最高の優先事項だ。我々のポリシーと発生した事故は、2つの別々の事象だ」と強調した。

### 結論
タイのAAICは、事故原因を以下のように結論づけた。
熟慮の結果、タイ王国航空機事故調査委員会は、事故機が以下により引き起こされた可能性のある失速状態に入ったために、当事故が発生したとの結論に最終的に至った。
1. 雨による最低視程以下のなか、パイロットは空港への進入を試みた。
2. 進入図に表記されているようなVOR経路を、パイロットは維持できなかった。すべての進入において、機体はVOR経路を外れて飛行した。
3. パイロットはストレスの蓄積に苦しみ、機体がその状態に突入するまで状況を認識していなかった。
4. パイロット教育用にエアバス社から提供された、ワイドボディ機の異常状態回復に関する文書を、パイロットが知らされていなかった。
5. 照明装置と進入路が低視認性での進入を支援しなかった。
6. FCOMやAMMに記載されている通りに、失速警報やピッチトリムシステムが完全に機能しなかった可能性があった。

## 余波
タイ国際航空は、事故の影響を受けた遺族に対して損害賠償金を提供した。会長のワンリーは、墜落事故の犠牲者101名の各親類が100,000米ドルの補償金を受け取る一方、45名の負傷した生存者はそれぞれ200,000バーツ（5,600米ドル）の賠償金を受領することを記者会見にて述べた。同社は彼らの医療費を負担した。